# Ponthieva
Ponthieva é um género botânico pertencente à família das orquídeas (Orchidaceae). Foi publicado por R. Brown em Hortus Kewensis; ed.2. 5: 199, em 1813. A espécie tipo é a Ponthieva glandulosa (Sims) R.Br., originalmente Neottia glandulosa Sims. O nome do gênero é uma homenagem ao comerciante francês Henri de Ponthiev, que viveu nas Antilhas.
Um gênero de 65 espécies amplamente distribuídas pelas Américas, ocorrendo desde a costa sudeste dos Estados Unidos, por toda América Central e em quase todos os países sulamericanos, excetuados Uruguai e Chile, do nível do mar até três mil metros de altitude. Cinco espécies registradas para o Brasil.
São plantas terrestres, de crescimento cespitoso, normalmente habitando matas úmidas a margens de rios. Apresentam pseudocaule alongado, pouco rígido, pubescente, com pequenas folhas pecioladas solitárias em seus nós. Inflorescência apical alongada algumas flores pequeninas cujas pétalas são algo soldadas à coluna. O labelo é carnoso e côncavo.

## Espécies
1. Ponthieva andicola Rchb.f., Linnaea 41: 52 (1876)
2. Ponthieva appendiculata Schltr., Repert. Spec. Nov. Regni Veg. 14: 116 (1915)
3. Ponthieva bicornuta C.Schweinf., Bot. Mus. Leafl. 15: 5 (1951)
4. Ponthieva brenesii Schltr., Repert. Spec. Nov. Regni Veg. Beih. 19: 165 (1923)
5. Ponthieva brittoniae Ames, Torreya 10: 90 (1910)
6. Ponthieva campestris (Liebm.) Garay, Lindleyana 10: 129 (1995)
7. Ponthieva collantesii D.E.Benn. & Christenson, Icon. Orchid. Peruv.: t. 556 (1998)
8. Ponthieva cornuta Rchb.f., Linnaea 41: 18 (1876)
9. Ponthieva curvilabia Garay, Opera Bot., B 9(225: 1): 216 (1978)
10. Ponthieva cuyujana Dodson & Hirtz, Icon. Pl. Trop., II, 6: t. 572 (1989)
11. Ponthieva diptera Linden & Rchb.f., Bonplandia (Hannover) 2: 278 (1854)
12. Ponthieva disema Schltr., Repert. Spec. Nov. Regni Veg. 14: 116 (1915)
13. Ponthieva dunstervillei Foldats, Acta Bot. Venez. 3: 396 (1968)
14. Ponthieva ekmanii Mansf., Ark. Bot. 22A(17): 10 (1929)
15. Ponthieva elegans (Kraenzl.) Schltr., Repert. Spec. Nov. Regni Veg. 10: 447 (1912)
16. Ponthieva ephippium Rchb.f., Linnaea 28: 382 (1857)
17. Ponthieva fertilis (F.Lehm. & Kraenzl.) Salazar, Ann. Bot. (Oxford) 104: 416 (2009)
18. Ponthieva formosa Schltr., Repert. Spec. Nov. Regni Veg. Beih. 19: 12 (1923)
19. Ponthieva garayana Dodson & R.Vásquez, Icon. Pl. Trop., II, 4: t. 365 (1989)
20. Ponthieva gimana Dodson, Native Ecuadorian Orchids 4: 882 (2003)
21. Ponthieva gracilis Renz, Candollea 11: 266 (1948)
22. Ponthieva haitiensis Mansf., Ark. Bot. 20A(15): 14 (1926)
23. Ponthieva hameri Dressler, Bol. Inst. Bot. (Guadalajara) 5: 80 (1998)
24. Ponthieva hassleri Schltr., Repert. Spec. Nov. Regni Veg. 16: 439 (1920)
25. Ponthieva hildae R.González & Soltero, Bol. Inst. Bot. (Guadalajara) 1: 9 (1991)
26. Ponthieva inaudita Rchb.f., Linnaea 41: 18 (1876)
27. Ponthieva insularis Dressler, J. Orchideenfr. 12: 137 (2005)
28. Ponthieva keraia Garay & Dunst., Venez. Orchids Ill. 6: 382 (1976)
29. Ponthieva lilacina C.Schweinf., Bot. Mus. Leafl. 9: 224 (1941)
30. Ponthieva maculata Lindl., Ann. Mag. Nat. Hist. 15: 385 (1845)
31. Ponthieva mandonii Rchb.f., Xenia Orchid. 3: 18 (1878)
32. Ponthieva mexicana (A.Rich. & Galeotti) Salazar, Ann. Bot. (Oxford) 104: 416 (2009)
33. Ponthieva microglossa Schltr., Repert. Spec. Nov. Regni Veg. Beih. 7: 64 (1920)
34. Ponthieva nigricans Schltr., Repert. Spec. Nov. Regni Veg. 15: 50 (1917)
35. Ponthieva oligoneura Schltr., Repert. Spec. Nov. Regni Veg. Beih. 9: 57 (1921)
36. Ponthieva ovatilabia C.Schweinf., Bot. Mus. Leafl. 19: 211 (1961)
37. Ponthieva parvilabris (Lindl.) Rchb.f., Xenia Orchid. 3: 18 (1878)
38. Ponthieva parvula Schltr., Repert. Spec. Nov. Regni Veg. 10: 394 (1912)
39. Ponthieva pauciflora (Sw.) Fawc. & Rendle, Fl. Jamaica 1: 38 (1910)
40. Ponthieva petiolata Lindl., Bot. Reg. 9: t. 760 (1824)
41. Ponthieva phaenoleuca (Barb.Rodr.) Cogn. in C.F.P.von Martius & auct. suc. (eds.), Fl. Bras. 3(4): 273 (1895)
42. Ponthieva pilosissima (Senghas) Dodson, Orquideologia 20: 110 (1996)
43. Ponthieva poitaei Rchb.f. ex Nir, Orchid. Antill.: 312 (2000)
44. Ponthieva pseudoracemosa Garay, Opera Bot., B 9(225: 1): 221 (1978)
45. Ponthieva pubescens (C.Presl) C.Schweinf., Fieldiana, Bot. 33: 5 (1970)
46. Ponthieva pulchella Schltr., Repert. Spec. Nov. Regni Veg. 15: 196 (1918)
47. Ponthieva racemosa (Walter) C.Mohr, Contr. U. S. Natl. Herb. 6: 460 (1901)
48. Ponthieva rinconii Salazar, Brittonia 57: 252 (2005)
49. Ponthieva rostrata Lindl., Ann. Mag. Nat. Hist. 15: 385 (1845)
50. Ponthieva schaffneri (Rchb.f.) E.W.Greenw., Orquídea (Mexico City), n.s., 12: 55 (1990)
51. Ponthieva similis C.Schweinf., Bot. Mus. Leafl. 9: 226 (1941)
52. Ponthieva sprucei Cogn. in C.F.P.von Martius & auct. suc. (eds.), Fl. Bras. 3(4): 274 (1895)
53. Ponthieva sylvicola Rchb.f., Linnaea 41: 52 (1876)
54. Ponthieva triloba Schltr., Repert. Spec. Nov. Regni Veg. 9: 25 (1910)
55. Ponthieva trilobata (L.O.Williams) L.O.Williams, Fieldiana, Bot. 34: 115 (1972)
56. Ponthieva tuerckheimii Schltr., Repert. Spec. Nov. Regni Veg. 3: 47 (1906)
57. Ponthieva tunguraguae Garay, Opera Bot., B 9(225: 1): 226 (1978)
58. Ponthieva unguiculata Ames & C.Schweinf., Schedul. Orchid. 8: 9 (1925)
59. Ponthieva vasqueziae Becerra, Orchids (West Palm Beach) 75: 920 (2006)
60. Ponthieva vasquezii Dodson, Icon. Pl. Trop., II, 3: t. 287 (1989)
61. Ponthieva ventricosa (Griseb.) Fawc. & Rendle, Fl. Jamaica 1: 39 (1910)
62. Ponthieva venusta Schltr., Repert. Spec. Nov. Regni Veg. Beih. 9: 57 (1921)
63. Ponthieva villosa Lindl. in G.Bentham, Pl. Hartw.: 155 (1845)
64. Ponthieva viridilimbata Dressler, J. Orchideenfr. 12: 136 (2005)
65. Ponthieva weberbaueri Schltr., Repert. Spec. Nov. Regni Veg. Beih. 9: 58 (1921)